# Шієу-Одорхей (комуна)
Шієу-Одорхей (рум. Șieu-Odorhei) — комуна у повіті Бистриця-Несеуд в Румунії. До складу комуни входять такі села (дані про населення за 2002 рік):
- Агрішу-де-Жос (387 осіб)
- Агрішу-де-Сус (200 осіб)
- Бретя (220 осіб)
- Коаста (226 осіб)
- Крістур-Шієу (486 осіб)
- Ширіоара (289 осіб)
- Шієу-Одорхей (748 осіб) — адміністративний центр комуни

Комуна розташована на відстані 332 км на північний захід від Бухареста, 15 км на захід від Бистриці, 67 км на північний схід від Клуж-Напоки.

## Населення
За даними перепису населення 2002 року у комуні проживали 2556 осіб.
Національний склад населення комуни:
| Національність | Кількість осіб | Відсоток |
| -------------- | -------------- | -------- |
| румуни         | 2281           | 89,2%    |
| угорці         | 248            | 9,7%     |
| цигани         | 12             | 0,5%     |
| німці          | 8              | 0,3%     |
| українці       | 7              | 0,3%     |

Рідною мовою назвали:
| Мова       | Кількість осіб | Відсоток |
| ---------- | -------------- | -------- |
| румунська  | 2295           | 89,8%    |
| угорська   | 248            | 9,7%     |
| циганська  | 5              | 0,2%     |
| німецька   | 5              | 0,2%     |
| українська | 2              | 0,1%     |

Склад населення комуни за віросповіданням:
| Релігія                                       | Кількість осіб | Відсоток |
| --------------------------------------------- | -------------- | -------- |
| православні                                   | 2138           | 83,6%    |
| реформати                                     | 225            | 8,8%     |
| греко-католики                                | 87             | 3,4%     |
| п'ятдесятники                                 | 53             | 2,1%     |
| баптисти                                      | 36             | 1,4%     |
| римо-католики                                 | 8              | 0,3%     |
| лютерани (Синодально-пресвітеріанська церква) | 4              | 0,2%     |
| атеїсти                                       | 1              | < 0,1%   |